# Allemagne d'aujourd'hui
Allemagne d’aujourd’hui est un trimestriel français dont la première série a été publiée de 1951 à 1957 aux Presses universitaires de France.
La nouvelle série a été lancée en 1966 par Félix Lusset avec le soutien de Robert Minder, directeur littéraire de la première série. Elle est éditée par l'Association pour la connaissance de l'Allemagne d'aujourd'hui (ACAA), diffusée par les Presses universitaires du Septentrion et distribuée par la SODIS via GEODIF.
La revue traite de « tous les aspects politiques, économiques, sociaux et culturels de l'Allemagne d'aujourd'hui ». Elle a pour sous-titre "revue d'information et de recherche sur l'Allemagne d'aujourd'hui" et se comprend comme un forum franco-allemand. Elle compte de nombreux auteurs allemands, mais tous ses articles sont publiés en français. Elle s'adresse aux germanistes, historiens, économistes et politologues, qu'il s'agisse d'étudiants ou d'enseignants, mais aussi à toutes les personnes intéressées par l'Allemagne, en particulier les décideurs et les journalistes.
La revue est publiée avec le soutien du Centre national du livre (CNL) et du Centre de recherche en civilisations, langues et lettres étrangères CECILLE de l'Université de Lille.

## Histoire
Les premiers directeurs ont été Louis Clappier et Georges Castellan, puis Félix Lusset comme refondateur à partir de 1966.
Robert Minder a été responsable du service littéraire de 1952 à 1957.
Depuis 1977, Allemagne d’aujourd’hui est dirigé par Jérôme Vaillant, professeur à l'université de Lille sciences humaines et sociales. Son rédacteur en chef-adjoint est Jean-Louis Georget, professeur à l'université de Paris 3 Sorbonne nouvelle.
Entre 1974 et 1990, le périodique a été publié sous le titre Allemagnes d'aujourd'hui (au pluriel).